# XM806重機槍
XM806輕型.50口徑機槍（英語：XM806 Lightweight .50 Caliber Machine Gun；生產商名稱：LW50MG，意為：輕型.50口徑機槍）是一款由美国槍械製造商通用动力公司所研製及生產的重機槍，發射12.7×99毫米北約口徑（.50 BMG）步枪子彈。它在2009年開始研製，但在2012年停止研發。

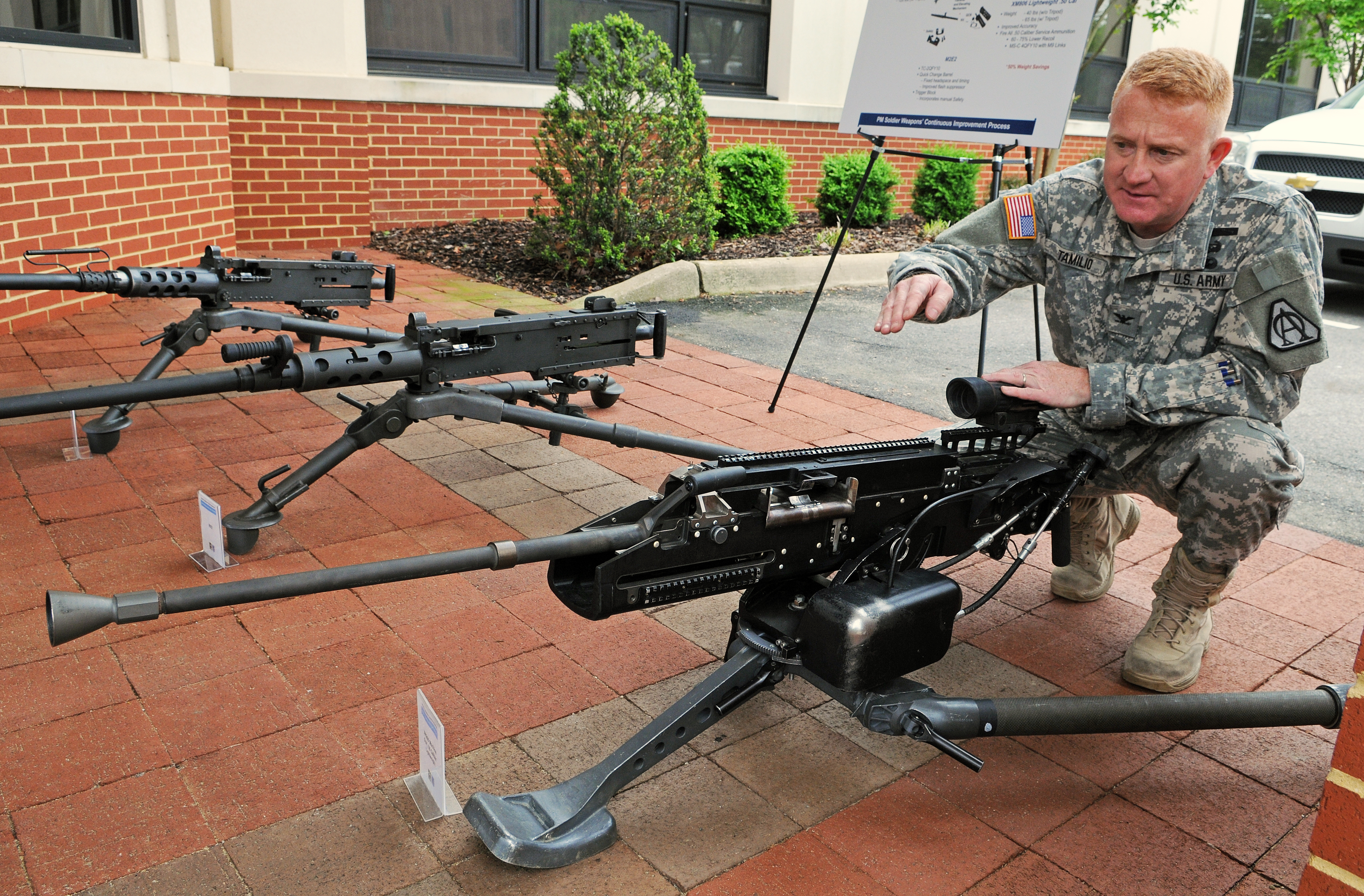
從左到右：M2HB、M2A1、XM806

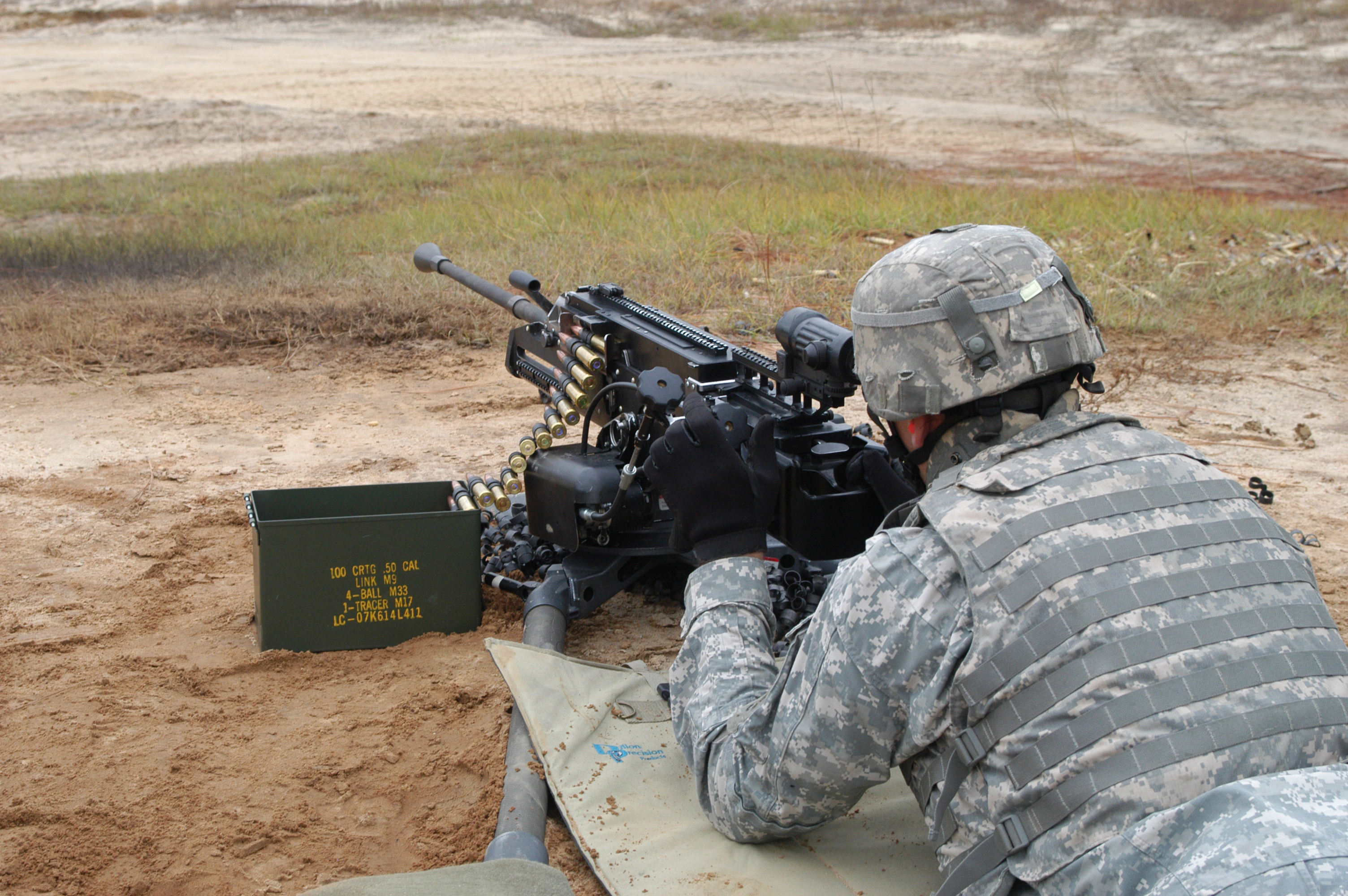
美國陸軍試射XM806，攝於2010年

## 概述
XM806是由通用動力公司為了取代美軍現裝備的M2HB重機槍為目的而研製，基本上就是由射速遠低於M2而導致試驗失敗的XM307和XM312的後者分離出來的後續計劃。所以在外觀上有相似之處，而其結構原理則是XM312的簡化。例如取消了XM312的導氣系統，並且修改為後座力槍管後退式（管退式）作用自動原理。
XM806的總重量約29 公斤（63 磅）以下（減輕49％），後座力比M2減少60％，並具有比過去試圖取代M2失敗的XM312較高的射速，步兵部隊使用時效率更高。然而XM806的射速仍然要比M2要慢得多，因此對付空中目標時極為不利。XM806也有改進用戶的安全和更容易拆卸。
通用動力公司從美國陸軍獲得一份900萬美元的研究合同，用以研製該武器。原定試驗成功就在2011年開始試產，並在2012年財年年底正式開始首先在空降部隊、山地部隊和特種部隊等輕步兵單位部署。但由於延誤而造成部署計劃要推遲到2013年或2014年。最終，XM806計劃在2012年7月被取消，而美国陆军撥出這筆資金用以升級其M2重機槍到M2A1版本。

## 資料來源
1. 1 2  Fuller, BG Peter N.; COL Douglas A. Tamilio.  (PDF). PEO Soldier. United States Army. 18 MAY 2010  [28 October 2010]. （原始内容 (PDF)存档于2011年11月14日）.
2. 1 2   (PDF).   [2013-05-12]. （原始内容 (PDF)存档于2011-07-22）.
3. ↑  .   [2013-05-12]. （原始内容存档于2012-07-29）.
4. ↑  .   [2013-05-12]. （原始内容存档于2010-12-06）.
5. ↑  Army Cuts XM806 （页面存档备份，存于） - The Firearm Blog, July 24, 2012

## 外部連結
- （英文）—XM806 on PEO Soldier
- （英文）—Farewell Ma Duce! Welcome LW50MG
- （英文）—Ma Deuce Goes Back To The Drawing Board （页面存档备份，存于） from Strategy Page
- （英文）—Modern Firearm－GD LW50MG lightweight .50 caliber machine gun
- （英文）—The Firearm Blog.com—
  - Army cuts the XM806 Next-Gen .50 Cal （页面存档备份，存于）
  - XM806 Lightweight .50 to be deployed in 2012 （页面存档备份，存于）
- （简体中文）—D Boy Gun World（槍炮世界）—XM806重机枪 （页面存档备份，存于）